# 山口高志
山口高志（1950年5月15日—），日本棒球選手，出生於兵庫縣神戸市長田区，曾經效力於日本職棒阪急勇士隊，於1982年退休，生涯通算50次勝投。